# Гэдсби, Ханна
Ханна Гэдсби (англ. Hannah Gadsby; род. 12 января 1978, Смиттон, Тасмания, Австралия) — австралийский комик, сценарист и актриса. Стала известна после победы в финале общенационального конкурса молодых комиков Raw Comedy в 2006 году. Участвовала в турах по разным странам, появившись на австралийском и новозеландском телевидении. В 2018 году получила международную известность благодаря спешлу Нанетт, выпущенному через сервис онлайн-стриминга Netflix.

## Детство и образование
Ханна выросла в Смиттоне, Тасмания, и была младшей из пяти детей. Она училась в Смиттонской старшей школе с 1990 по 1995 год, в Колледже Лонсестона и Университете Тасмании в Хобарте. В 2003 году закончила обучение в Австралийском Национальном Университете со степенью бакалавра искусств в области истории искусств и кураторства. До того как стать комиком, Гэдсби работала киномехаником и озеленителем на ферме.

## Карьера

### Лекции по искусству
Несмотря на то, что Гэдсби наиболее известна благодаря своим комедийным ролям, она также совмещает свой талант с квалификацией в области искусства (она владеет степенью в области истории искусств), предоставляя развлекательные арт-туры в сотрудничестве с Национальной галереей Виктории. С 2009 года Гэдсби организовывала туры по таким направлениям, как живописные изображения Богородицы, дадаизм, модернизм, импрессионизм и обнаженная натура в искусстве. Гэдсби также участвует в обсуждениях об искусстве и открывает выставки.
Гэдсби написала сценарии и представила два документальных выпуска передачи Artscape для телеканала ABC: The NGV Story (2011) и Hannah Gadsby Goes Domestic (2010).

### Телевидение
Гэдсби снималась в шоу Adam Hills Tonight (также известном как Adam Hills in Gordon Street Tonight) для телеканала ABC. Она вела постоянные рубрики, называющиеся «В этот день» и «Ханна пытается», а также участвовала в интервью ведущего Адама Хилла и его гостей. Шоу закрылось после третьего сезона в июле 2013.
Она также принимала участие в качестве гостя в передачах Good News Week, Spicks and Specks и 7 Days на новозеландском телевидении.
Она написала сценарий и представила сериал из трех серий под названием Hannah Gadsby’s Oz, показанный на телеканале ABC в марте 2014.
Она появилась в качестве Ханны, вымышленной версии себя, во втором, третьем и четвёртом сезонах сериала своего коллеги по комедийному делу Джоша Томаса Please Like Me в 2015.

### Стенд-ап
В качестве комика Гэдсби регулярно появляется на местных и международных комедийных площадках на протяжении 10 лет. В 2018 Netflix выпустил комедийный спешл Нанетт, обративший на неё внимание международной аудитории.

## Личная жизнь
Гэдсби — лесбиянка и часто обращается к своей сексуальности в своих стендап выступлениях.
Гэдсби активно поддерживает различные программы благотворительности. Организации, получившие её поддержку включают в себя Big Brothers Big Sisters, Edmund Rice Camps и Sacred Heart Mission.
Гэдсби был поставлен диагноз СДВГ с расстройством аутистического спектра, оба уже в зрелом возрасте.
В июне 2019 года Гэдсби призналась, что однажды она была изнасилована, в результате чего забеременела и сделала аборт.

## Награды
- 2006: Tripple J’s Raw Comedy, победительница
- 2006: Edinburgh Festival Fringe, So You Think You’re Funny? — Второе место
- 2007: Adelaide Fringe Festival, награда Лучшего Нового Комика
- 2008: Melbourne International Comedy Festival, Moosehead Award за Meat the Musical — с Амелией Джейн Хантер
- 2008: Sydney Comedy Festival, премия Directors' Choice
- 2010: Festival Directors' Choice Award — победительница — Melbourne International Comedy Festival
- 2010: Helpmann Award в номинации «Лучший комик» — номинирована за The Cliff Young Shuffle
- 2011: Melbourne International Comedy Frstival, Barry Award (лучшее шоу) номинирована на Melbourne International Comedy Festival
- 2011: Helpmann Award в номинации «Лучший комик» — номинирована за Mrs Chuckles
- 2013: Helpmann Award в номинации «Лучший комик» — номинирована за Happiness is a Bedside Table
- 2017: Adelaide Fringe Festival, «Лучшая комедия»: Нанетт
- 2017: Melbourne International Comedy Festival, Barry Award (лучшее шоу) приз за Нанетт[13]
- 2017: Helpmann Award for Best Comedy Performer за Нанетт
- 2017: Last Minute Edinburgh Comedy Award — победительница за Нанетт

## Живые выступления
- 2007: Hannah Gadsby is Wrong and Broken, Adelaide Fringe Festival
- 2008: Meat, The Musical с Амелией Джейн Хантер. Melbourne International Comedy Festival, Enmore Theatre
- 2009: Kiss Me Quick, I’m Full Of Jubes (сольное шоу). Melbourne International Comedy Festival, New Zealand International Comedy Festival, Edinburgh Fringe Festival, Melbourne Fringe Festival
- 2009, 2010, 2011: The History of the National Gallery of Victoria (лекция по истории искусств). Национальная галерея Виктории во время Melbourne International Comedy Festival
- 2010: The Cliff Young Shuffle (сольное шоу). Melbourne International Comedy Festival, Adelaide Fringe Festival, Sydney Comedy Festival, Brisbane Comedy Festival, New Zealand International Comedy Festival, Edinburgh Fringe Festival,
- 2011: Mary. Contrary (сольное шоу). Edinburgh Fringe Festival
- 2011: Mrs Chuckles (сольное шоу). Belvoir St Theatre, Melbourne International Comedy Festival, Adelaide Fringe Festival, Brisbane Comedy Festival, Wild West Comedy Fest (Перт), New Zealand Comedy Festival, Campbelltown Arts Centre, Edinburgh Fringe Festival, Soho Theatre (Лондон).
- 2012: Mary. Contrary (лекция по искусству). Национальная галерея Виктории во время Melbourne International Comedy Festival
- 2012: Hannah Wants A Wife (сольное шоу).[14] Adelaide Fringe Festival, Melbourne International Comedy Festival, Brisbane Comedy Festival, Perth International Comedy Festival, Edinburgh Fringe Festival
- 2013: Mary.Contrary (лекция по искусству). Ten Days on the Island Festival, Kings Place London
- 2013: Nakedy Nudes (лекция по искусству). National Gallery of Victoria во время Melbourne International Comedy Festival, Edinburgh Fringe Festival, Campbelltown Arts Centre, Art Space Mackay
- 2013: Happiness is a Bed Side Table (сольное шоу). Adelaide Fringe Festival, Melbourne International Comedy Festival, Brisbane Comedy Festival, Perth Comedy Festival, Edinburgh Fringe Festival, Canberra Theatre Centre, Soho Theatre London, Brighton Comedy Festival, Sydney Comedy Store[15]
- 2014: Nakedy Nudes/Mary.Contrary/Australian Art (лекция по искусству). NGV Art Lecture Series, Melbourne
- 2014: The Exhibitionist (сольное шоу). Adelaide Fringe Festival, Melbourne International Comedy Festival, Brisbane Comedy Festival, Ten Days Spiegeltent Hobart, Canberra Comedy Festival, Perth International Comedy Festival, Edinburgh Fringe Festival, Soho Theatre (Лондон)
- 2015: Hannah Gadsby Live (сольное шоу). Comedy Store Sydney
- 2015: Art Lite (лекция по искусству). Adelaide Cabaret Festival
- 2015: Donkey (сольное шоу). Brisbane Comedy Festival, Adelaide Fringe Festival, Melbourne International Comedy Festival, Perth Comedy Festival, Darwin Festival
- 2016: Dogmatic (сольное шоу). Adelaide Fringe Festival, Canberra Comedy Festival, Melbourne International Comedy Festival, Perth Comedy Festival, Belvoir Theatre, Wagga Wagga, Soho Theatre London
- 2017—2018: Nanette (сольное шоу). Perth Fringe Festival, Adelaide Fringe Festival, International Women’s Day — Sydney Opera House, Ten Days On The Island — Hobart, Brisbane Comedy Festival, Canberra Comedy Festival, Melbourne International Comedy Festival,[13] Wollongong, Edinburgh Festival Fringe, Soho Theatre, Arts Centre Melbourne, Sydney Opera House, Soho Theatre — Return Run, New York Soho Playhouse

## Фильмография
- 2009—2010: The Librarians (телесериал) — в роли Кармел (2 серии)
- 2011: Hannah Gadsby: Kiss Me Quick, I’m Full of Jubes, Warehouse Comedy Festival (телесериал) — сценарист
- 2012—2013: Adam Hills Tonight (телесериал) — сценарист (24 серии)
- 2013: Underbelly — в роли Чарли (3 серии)
- 2013: Hannah Gadsby: Mrs Chuckles, Warehouse Comedy Festival (телесериал) — сценарист
- 2013—2014: Hannah Gadsby’s Oz (документальный телесериал) — сценарист
- 2014—2016: Please Like Me (телесериал) — в роли Ханны; сценарист (22 серии)
- 2018: Hannah Gadsby’s Nakedy Nudes (документальный мини-сериал) — сценарист
- 2018: Hannah Gadsby: Nanette (фильм) — сценарист